# Proaño
Proaño es una localidad del municipio cántabro de la Hermandad de Campoo de Suso, en el valle del Híjar (España). Contaba con una población de unos 41 habitantes en el año 2024. Está a 970 m s. n. m. y dista 1 kilómetro y ochocientos metros de la capital municipal.
Su término comparte con Hoz de Abiada y Villar, el lote de caza mayor de la Reserva del Saja llamado «Lote Proaño, Villar y La Hoz». Proaño dispone de "teleclub".
En esta localidad nació el erudito Ángel de los Ríos (1823 - 1899).
Don Francisco Javier Piquero, canónigo de la Catedral de Granada procedía de Proaño.

## Naturaleza
El elemento natural más destacable de Proaño es un magnífico robledal que crece al oeste del pueblo en la falda del pico Liguardi hasta las inmediaciones del pueblo de La Hoz de Abiada. Su caserío se encuentra un poco elevado sobre un vallejo, delimitado por la cima plana del monte Castrejón, que se abre hacia el este descubriendo un delicioso paisaje de la planicie campurriana.
Desde esta localidad se suele ascender al pico Liguardi (1967 m), extremo oriental de la Sierra del Cordel, aunque también se puede subir desde el Puerto de Palombera.

## Patrimonio histórico
Proaño es uno de los puntos más relevantes de Campoo de Suso en cuanto al Patrimonio Histórico se refiere. El monumento más destacado es la torre medieval, declarada Bien de Interés Cultural en 1985 y la casa solariega de los Ríos que se sitúan a la entrada del pueblo.
La torre es un recio volumen cúbico con muros muy cerrados, de mampostería, como corresponde a este tipo de edificios  medievales de carácter defensivo y tiene cuatro pisos. Los sillares solo se utilizan como refuerzo de los elementos estructurales en los esquinales, alero, enmarque se saeteras y ventanas adinteladas, así como en el dovelaje de los arcos entre los que destaca el apuntado de la portada y el trilobulado del primer piso de la fachada occidental. No parece haber unanimidad a la hora de considerar la antigüedad de la torre. La tesis tradicional la incluye en el siglo XIII, basándose en la existencia de un pequeño y tosco escudo encima de la clave del arco de la portada. Era de esta opinión el más famoso de sus propietarios, Don Ángel de los Ríos y Ríos, el “Sordo de Proaño”, reconocido erudito a historiador del siglo pasado y hombre influyente más allá del entorno campurriano. José María de Pereda, en su obra Peñas Arriba, realiza un retrato de este personaje, al que llama el “El Sordo de Provedaño”, en boca del cual se ha preferido una cronología posterior, en torno al siglo XIV, basándose en las ciertas características ojivales que la torre manifiesta.
El caserío del pueblo estaba agrupado por varias construcciones de la familia de los Ríos. La más antigua de estas parece la casa de la parte occidental, cuyo estilo desornamentado sigue a la perfección el modelo de casa hidalga de Campoo en el siglo XVII. El balcón y el mirador de la fachada sur, de gusto clásico, se añadieron en el siglo XIX. Haciendo ángulo recto, se sitúa la casona principal que data del año 1775. Su estilo presenta escasas variaciones con respecto a la anterior, aunque se muestre más cuidado en el trazado del alero y el na arquería de la esquina. El conjunto se cierra a la altura de la torre por medio de una portalada cuyos muros se funden con los de la pequeña capilla familiar, de advocación a Santa Eufemia. En el interior de ésta existe una interesante talla gótica del siglo XIV, en realidad un grupo escultórico con el tema de la Virgen Generacional, con Santa Ana, la Virgen y el Niño. También dentro, se guardan a tres estelas funerarias que proceden de la necrópolis altomedieval de Espinilla que se excavó en los años cincuenta.
Proaño es otro de los pueblos de Campoo de Suso que conserva excepcionales ejemplos de arquitectura tradicional. En el primer grupo de casas que nos encontramos después de la torre, hay una buena alineación que es casi un catálogo de la evolución de la casa campurriana desde los siglos XV o XVI (caso de la primera junto a la carretera con rasgos góticos en arcos apuntados y ventanas ajimezadas, distribuidos asimétricamente por la fachada), hasta el XIX y XX, sin faltar la clásica casona barroca del XVIII (la que hay aquí quizá tenga la mejor fachada de este estilo de todo Campoo).
En la Plaza del Hito, hay otra hilera de casonas del XVII y XVIII, alguna de magnífica factura. Otras singulares se desperdigan por las calles de al Hontaña, el Perujal o la Rañada.
La iglesia parroquial de San Cipriano es también barroca, del siglo XVII o XVIII, con un estilo bien representado en Campoo en el que el elemento más destacado es la torre con remate en chapitel. En su interior hay otra talla gótica de muy pequeñas dimensiones, con Virgen sedente y Niño, de finales del XIV o principios del XV.
En una casa céntrica del pueblo se encuentra el Museo etnográfico “El Pajar”, en el que se expone una nutrida representación de utensilios tradicionales. Es parte de la colección privada de un vecino del pueblo.
- Datos: Q6086965